# Slingshot (film)
Slingshot är en amerikansk science fiction-film från 2024. Filmen är regisserad av Mikael Håfström, efter ett manus skrivet av R. Scott Adams och Nathan Parker.
Filmen hade biopremiär i USA den 30 augusti 2024.

## Handling
Filmen kretsar kring en astronaut som kämpar med att behålla förståndet ombord på resa till Saturnus måne, Titan.

## Rollista (i urval)
- Casey Affleck – John
- Laurence Fishburne – Captain Franks
- Emily Beecham – Zoe
- Tomer Capone – Nash
- David Morrissey – Napie
- Mark Ebulué – Gordon
- Charlotta Lövgren – Gale